# José Estornés Lasa
José Estornés Lasa (Isaba, 17 de abril de 1913-San Sebastián, 11 de octubre de 1987) fue un abogado, editor, escritor, lingüista y político español. Perteneció al Partido Nacionalista Vasco (PNV) y fue promotor, junto a José Luis García-Falces, también exmilitante del PNV, del Partido Napartarra - Partido Nacionalista Navarro en Navarra en 1982.

## Biografía
Hasta 1932 estudió en la Escuela de Comercio de Zaragoza. En 1934 se hace en parte cargo de la Academia Estornés, creada y regentada junto con su hermano Bernardo, en San Sebastián, ciudad donde se afincó siguiendo el camino de sus hermanos (el mismo Bernardo y Mariano). Ya por entonces era miembro de las Juventudes del Partido Nacionalista Vasco.
La Guerra Civil le sorprende en Barcelona cuando formaba parte de un grupo de guipuzcoanos que marchaban a las Olimpiada de Berlín de 1936. Consigue salir de una Barcelona en armas y pasar a Hendaya el 3 de agosto de ese año para incorporarse al bando republicano.
Sería Comandante de Gudaris en los Batallones de Loyola y Simón Bolívar. Cayó prisionero tras la rendición pactada en Santoña entre tropas fascistas italianas y miembros del nacionalismo vasco, condenado a muerte y canjeado. El 21 de enero de 1938 pasó a Cataluña, donde fue Jefe de Intendencia del XIII Cuerpo del Ejército del Ebro.  
Terminada la guerra, en 1940 partió desde Francia a Venezuela donde viviría hasta 1963, donde se casa, el 29 de julio de 1945, con Carmen Luz Miangolarra Gorostiaga, de familia de exiliados vascos y dedicada a la docencia, y donde trabajará en varias empresas como la Compañía Anónima la Seguridad de Caracas o la Compañía Anónima Inmobiliaria Euskalduna. En 1962 se licenció en Administración por la Universidad Central de Venezuela y fue catedrático en la Universidad de Santa María (Venezuela). 
A su regreso a España, en 1963, colabora un tiempo con sus hermanos Bernardo y Mariano en la Editorial Auñamendi. En 1969, se licencia en Derecho en San Sebastián. Además, perteneció al Consejo de Cultura de la República, por el Gobierno Vasco, presidió la Real Sociedad de Amigos del País (1964-1966) y la Academia de Cultura Vasca (Euskal Ikasgaien Akademia) en Pamplona, de la que fue correspondiente, y miembro del Instituto Vasco de Criminología.
Afiliado del PNV, tras las desavenencias que llevaron a la desaparición den Napar Buru Batzar, relanzó en 1982 el Partido Napartarra en Navarra.

## Obras
De su obra escrita cabe señalar tres apartados: 
En temas lingüísticos: 
- Cómo aprender el vasco fácilmente (San Sebastián, 1960),
- Método elemental del vasco (San Sebastián, 1961),
- Erronkari´ko uskara (San Sebastián, 1968);

En temas históricos:
- La Real Compañía Guipuzcoana de Navegación de Caracas (Buenos Aires, 1948),
- Los vascos y la universidad (San Sebastián, 1970),
- Un gudari navarro en los frentes de Euzkadi, Asturias y Cataluña (San Sebastián, 1979);

En temas jurídicos:
- Derecho Penal Foral de Euskalerría (San Sebastián, 1978).

En temas medioambientales:
- Vinculado familiarmente a la Enciclopedia general ilustrada del País Vasco, publica Nuestro Pirineo y La defensa de la naturaleza: Belagua (1973).